# کوه دانشیا
کوه دانسیا (چینی: 丹霞山; پین‌یین: Dānxiá Shān) یک منطقه دیدنی مشهور کوه در شهرستان رنهوا در شمال استان گوانگ‌دونگ است. این مکان در تابلوهای محلی به‌عنوان «ژئوپارک معروف جهانی یونسکو در چین» توصیف شده و در سال ۲۰۱۰ به عنوان بخشی از چشم‌انداز دانشیا به میراث جهانی اضافه شد به دلیل ویژگی‌های جغرافیایی منحصر به فرد و مناظر شگفت‌انگیز آن.

## توصیف
منطقه دانسیا از ماسه‌سنگ‌های قرمزرنگی تشکیل شده که طی زمان فرسایش یافته‌اند و به مجموعه‌ای از برآمدگی‌ها تبدیل شده‌اند که توسط صخره‌های شگفت‌انگیز و بسیاری از اشکال سنگی غیرمعمول شناخته شده به‌نام چشم‌انداز دانشیا احاطه شده است. در این کوه‌ها تعدادی معبد قرار دارند و پیاده‌روی‌های زیادی می‌توان انجام داد. همچنین یک رودخانه از میان کوه‌ها عبور می‌کند که می‌توان در آن سفرهای قایق‌سواری انجام داد.

## زمین‌شناسی

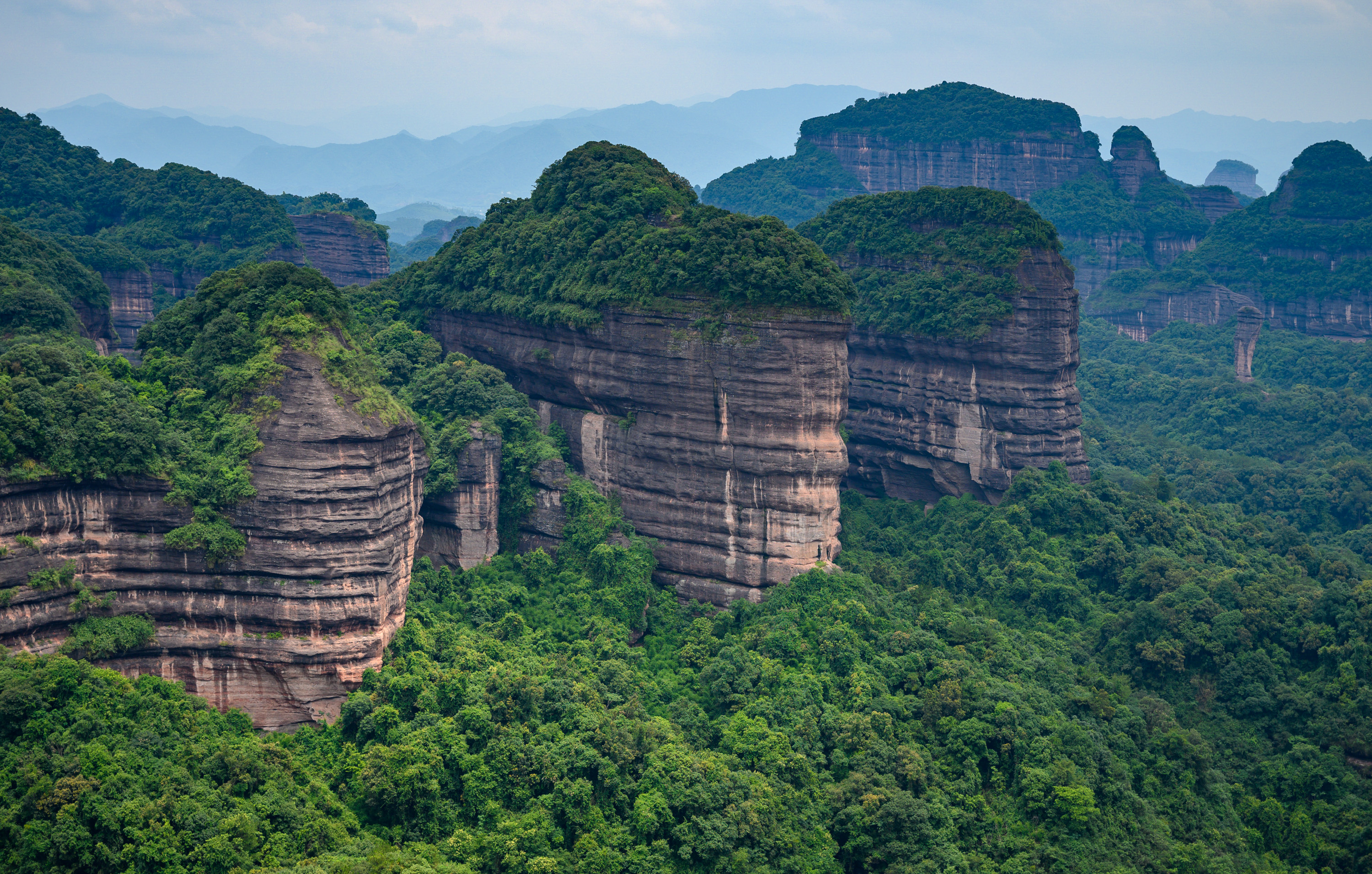
صخره‌ها در رشته‌کوه دانسیا

کوه دانسیا توسط سنگ‌های رسوبی چندلایه قرمز از ماسه‌سنگ و جوش‌سنگ شناسایی می‌شود، و این منطقه توسط رسوب‌گذاری آبرفتی در حوضه‌ای که ۱۴۰ تا ۶۵ میلیون سال پیش شکل گرفته بود، تشکیل شده است. آب و هوای منطقه دانسیا به واکنش‌های اکسیداسیون در سنگ‌ها کمک کرده و رنگ آن‌ها را به قرمز تبدیل کرده است. سپس این رسوبات بالا آمده و توسط آب فشرده شده‌اند و در این فرایند به‌هم متصل شده‌اند. در نهایت، منطقه دانسیا شکل گرفته است. از شش میلیون سال پیش، حوضه منطقه دانسیا دچار چندین افزایش متناوب شده است که متوسط افزایش آن حدود یک متر (۳ فوت) در هر ۱۰٬۰۰۰ سال بوده است. با کمک شستشوی آب توسط رودخانه، کوه دانسیا به لایه‌های زیادی تقسیم شده و به شکل کنونی خود درآمده است.